# 辛维光
辛维光（1954年7月—），男，山东栖霞人，中华人民共和国政治人物。贵州大学哲学系哲学专业毕业，中国人民大学哲学系伦理学专业在职研究生学历。中华人民共和国副部长级官员。

## 生平
1982年加入中国共产党。历任中共贵州省纪委研究室副主任、主任，办公室主任，秘书长；中共贵阳市委常委、花溪区委副书记、市委秘书长、副市长、市委副书记；中共六盘水市委书记、贵州省人民政府副省长等职。2011年11月获任中共云南省委常委、省纪委书记。2015年3月，调任中央纪委驻国务院办公厅纪检组组长。